# Frank Byers
Charles Frank Byers, baron Byers, né le 24 juillet 1915 et mort le 6 février 1984, est un homme politique britannique du parti libéral. 

## Biographie
Byers naît à Wallasey, dans le Cheshire. Il est le fils de Charles Cecil Byers (1888-1957), un souscripteur du Lloyd's, qui est candidat libéral pour Westbury aux élections générales de 1935. Il déménage avec sa famille à Potters Bar et fait ses études à Westminster School, puis à la Christ Church d'Oxford, où il remporte un Blue en athlétisme. À Oxford, il est président de l'Union des étudiants libéraux et président de l'University Liberal Club. Son trésorier est Harold Wilson, futur Premier ministre du parti travailliste. Byers est également exchange scholar à la Milton Academy, dans le Massachusetts. Alors qu'il est à l'Université d'Oxford, où il obtient son diplôme en PPE, il rencontre Joan Oliver, qu'il épouse en 1939. Ils ont un fils et trois filles. Joan Oliver est une libérale engagée à part entière et aide constamment son mari au cours de sa carrière politique. 